# Siebel Systems
Siebel Systems es una compañía dedicada principalmente al diseño, desarrollo, comercialización y soporte de software de gestión de relaciones con clientes (CRM). Fue fundada por Thomas Siebel y Patricia House en 1993, y cobró una gran relevancia a finales de la década de los 90 al convertirse en el principal proveedor de software CRM del mercado. Más adelante, durante el año 2002, su cuota de mercado ascendió al 45%.
Sin embargo, el 12 de septiembre de 2005, la compañía fue comprada por la Oracle Corporation por la cifra de 5.800 millones de dólares estadounidenses. A día de hoy, Siebel Systems sigue siendo una marca registrada de Oracle Corporation.
Siebel Systems empezó a comercializar aplicaciones de servicio al cliente y CRM poco después de su fundación. El auge del mercado de CRM a finales de los 90 hizo que Siebel Systems fuese nombrada la compañía de más rápido crecimiento en los Estados Unidos en 1999 por la revista Fortune. Con el surgimiento del comercio electrónico, Siebel inició una serie de alianzas estratégicas y adquisiciones con el fin de proporcionar soporte técnico para negocios electrónicos y CRM, entre otros. Uno de los secretos de su éxito fue precisamente su capacidad para formar alianzas que resultaban útiles para la compañía. Siebel Systems llegó a acumular unos 700 socios a finales del año 2000.

## Historia
- 1993: Siebel Systems es fundada por Thomas Siebel y Patricia House.
- 1995: Siebel Systems comienza a comercializar software empresarial de automatización de fuerza de ventas  (o también denominado SFA, Sales Force Automation).
- 1996: Siebel Systems comienza a cotizar en bolsa.
- 2000: Los ingresos de Siebel Systems superan los mil millones de dólares.
- 2006: Oracle adquiere Siebel Systems.